# Skovby Herred

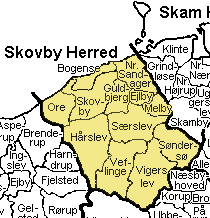
Skovby Herred

Skovby Herred was een herred in het voormalige Odense Amt in Denemarken. Skovby wordt vermeld in Kong Valdemars Jordebog als Schogbyhæreth. Het gebied werd in 1970 deel van de nieuwe provincie Funen.

## Parochies
De herred omvatte naast de stad Bogense 11 parochies.
- Bogense
- Ejlby
- Guldbjerg
- Hårslev
- Melby
- Nørre Sandager
- Ore
- Skovby
- Særslev
- Søndersø
- Veflinge
- Vigerslev